# Rote Pyramide
Die Rote Pyramide ist die größte der Pyramiden in der Nekropole von Dahschur und auch als Nord-Pyramide bekannt.
Den Namen Rote Pyramide verdankt sie der rötlichen Färbung des Gesteins, aus dem ihr heute unverkleideter Kern erbaut wurde. Sie ist etwa ebenso hoch und fast so alt wie die zwei Kilometer südlich gelegene Knickpyramide. Nach dieser Süd-Pyramide in Dahschur – und nach der Stufenpyramide in Meidum – war die Nord-Pyramide die dritte große Pyramide, die für König Snofru (Pharao etwa von 2670 bis 2620 v. Chr.) während der 4. Dynastie im Alten Reich errichtet wurde und diente ihm vermutlich als Grabmal. Mit ihr wurde erstmals eine von Beginn an als solche geplante echte geometrische Pyramide fertiggestellt. Die Rote Pyramide ist die drittgrößte aller altägyptischen Pyramiden und übertrifft im Basismaß sogar die Chephren-Pyramide.

## Erforschung
Pietro della Valle lieferte bei seinem Besuch der Pyramide im Winter 1615/1616 die erste Beschreibung der ersten beiden Kammern der Pyramide. Edward Melton besuchte die rote Pyramide im Jahre 1660, ebenso der böhmische Franziskanermissionar Václav Remedius Prutký im 18. Jahrhundert. Robert Wood, James Dawkins und Giovanni Battista Borra führten im Jahre 1750 eine erste Vermessung durch, konnten jedoch die Grabkammer nicht erreichen, da sie über keine passende Leiter verfügten.

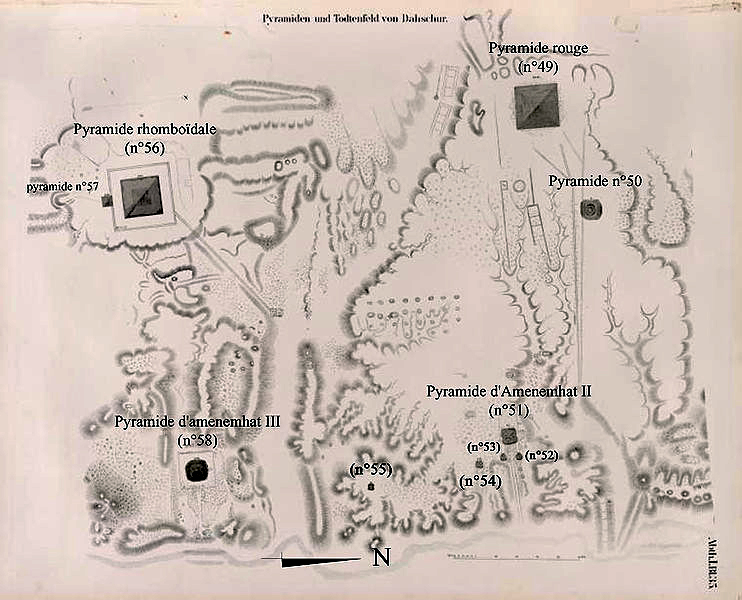
Lageplan des Pyramidenfeldes von Dahschur auf der Karte von Lepsius (Norden ist rechts!)

Am Beginn der archäologischen Erforschung der Roten Pyramide standen die Untersuchungen von John Shae Perring im Jahre 1839 und der preußischen Lepsius-Expedition im Jahre 1843. Richard Lepsius katalogisierte die Pyramide unter der Nummer XLIX (49) in seiner Pyramidenliste. Diesen folgten Untersuchungen durch Flinders Petrie und George Reisner. Ab 1944 folgten ausführlichere Forschungen durch Abdulsalam Hussein und ab 1951 durch Ahmed Fakhry. Jedoch wurden diese Arbeiten nicht publiziert. Eine gründliche, systematische Untersuchung erfolgte aber erst 1982 durch Rainer Stadelmann.
Der Pyramiden-Komplex lag bis Mitte der 1990er Jahre in militärischem Sperrgebiet und ist gegenwärtig Ort mehrerer Ausgrabungen. In dem Bezirk wurden eine Arbeitersiedlung der Erbauer und eine Nekropole nachgewiesen.

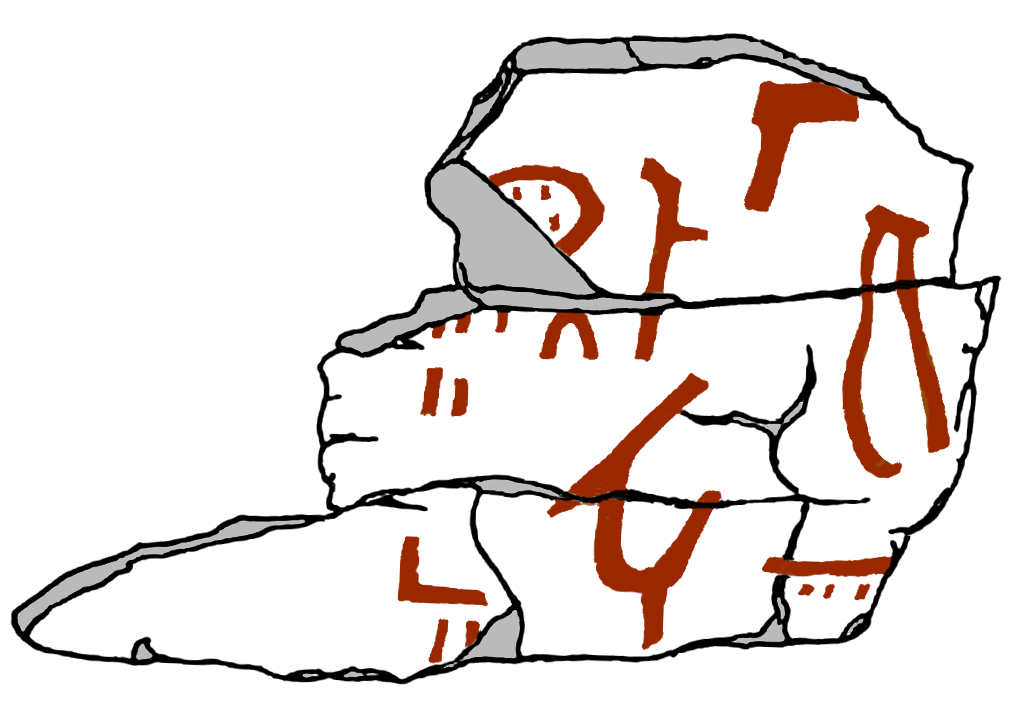
Inschrift auf einem der Ecksteine der Pyramide mit Verweis auf das Jahr der 15. Viehzählung

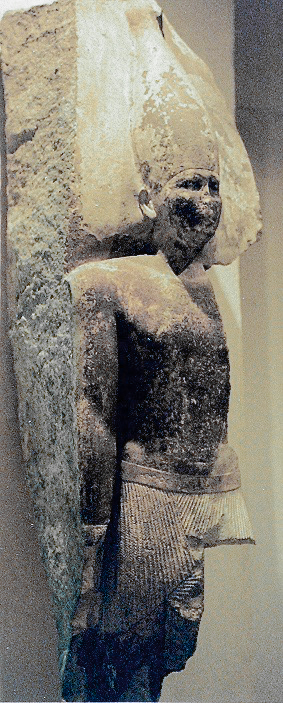
Statue des Snofru (Ägyptisches Museum Kairo)

## Zuweisung der Pyramide
Die Zuordnung zu Snofru ergab sich ursprünglich daraus, dass die nahe gelegene Nekropole allein Gräber von Beamten unter Snofru umfasst. Des Weiteren bezieht sich ein Dekret Königs Pepi I., das im Taltempel gefunden wurde, auf die Pyramidenstadt Snofrus. Diese Zuordnung konnte bestätigt werden, da im Bereich des Totentempels Verkleidungssteine gefunden wurden, die Inschriften, darunter auch den Königsnamen Snofrus, tragen. Ebenso fand sich dort ein Kalksteinblock mit Hieroglyphenresten, die sich zum Horusnamen Snofrus, „Neb-maat“ (nb-m3ˁ.t), ergänzen lassen.

## Bauumstände der Pyramide
Mit dem Bau der Pyramide wurde wahrscheinlich im 29. oder 30. Jahr der Regierungszeit des Snofru (etwa um 2640 v. Chr.) begonnen. Dafür spricht eine hieratische Inschrift auf einem der Fundamentblöcke, die auf das Jahr der 15. Viehzählung verweist, welche unter Snofru wohl zweijährlich vorgenommen wurde. Die jüngste gefundene Inschrift der Bauzeit nimmt auf das 24. Jahr der Viehzählung Bezug. Damit war sie die dritte Großpyramide, die für diesen Pharao errichtet wurde. Zum Zeitpunkt des Baubeginns war schon die Stufenpyramide in Meidum als achtstufige Pyramide fertiggestellt. Ebenfalls war in Dahschur bereits die Knickpyramide weitgehend vollendet, jedoch zeigten sich an dieser gravierende Baumängel, die die Verwendung als Königsgrab nicht wünschenswert erscheinen ließen.
Offenbar wurden die ersten Bauarbeiten für eine weitere große Pyramide in Dahschur aufgenommen, als daneben an der Knickpyramide noch gebaut wurde; parallel dazu wurde in Meidum der Ausbau der Stufenpyramide zu einer ungestuft glattflächigen Pyramide betrieben. Die beim Bau der Knickpyramide aufgetretenen Probleme wurden beim neuen Bauvorhaben in mehrfacher Hinsicht berücksichtigt. So wurde ein Bauplatz weiter nördlich mit stabilerem Untergrund gewählt, ein Baukörper mit flacherem Neigungswinkel geplant und das Bauwerk mit angepasster Mauertechnik ausgeführt, sodass keine Probleme durch Risse im Mauerwerk mehr auftraten. Außerdem ist auf die Anlage eines Gangsystems im Untergrund verzichtet worden.

## Die Pyramide
Die Pyramide ruht auf einem Fundament aus mehreren Lagen hochwertigen Tura-Kalksteins. Der Kern der Pyramide besteht dagegen aus rötlichen Kalksteinblöcken, die aus Steinbrüchen in unmittelbarer Umgebung der Pyramide gewonnen wurden. Von der Färbung dieses Materials rührt der heutige  Name der Roten Pyramide her. Auf mehreren Blöcken des verbauten Materials wurden Inschriften mit Datierungen gefunden. Ausgehend von den gefundenen Angaben kann man – unter der Voraussetzung, dass die Viehzählung zweijährlich stattfand – schließen, dass innerhalb von zwei Jahren etwa ein Fünftel der Pyramide errichtet wurde. Allerdings ist der Zwei-Jahres-Zyklus der Viehzählung nicht unumstritten.

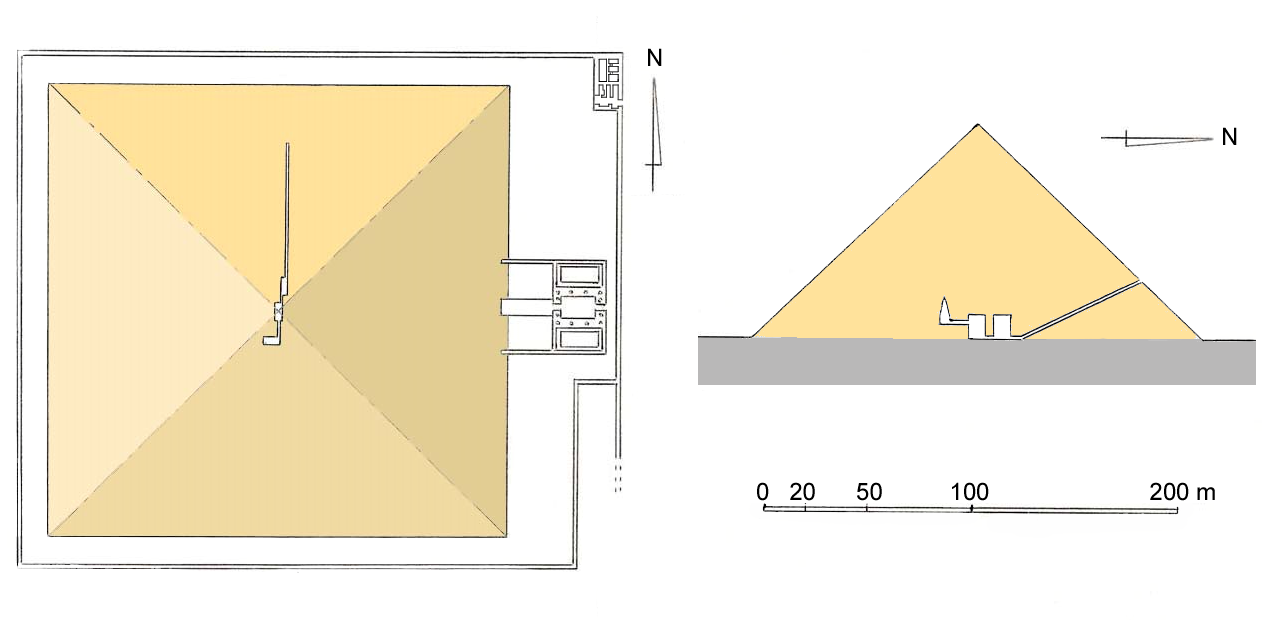
Aufbau der Roten Pyramide

Die Pyramide wurde mit den verbesserten Techniken errichtet, wie sie auch beim oberen Teil der Knickpyramide angewandt wurden. Die Steinlagen waren nun von Anfang an horizontal ausgeführt, so dass der Druck im Pyramideninneren – der zu Rissen und Einsturzgefahr für die Kammern im Inneren der Knickpyramide geführt hatte – nicht verstärkt wurde. Wie für deren oberen Seitenflächen wurde der Neigungswinkel nun auf unter 44° festgelegt. John Perring gibt ihn mit 43° 36′ 11″ an, bezogen auf die noch erhaltenen Steine der Verkleidung, bei einem Basismaß von umgerechnet 219,3 m und einer Höhe von 104,4 m.
Dieser von Perring ermittelte Winkel entspricht einer altägyptischen Winkelangabe von 7,35 Seked, also einem Tangens von 7/7,35 (= 20/21). Mit diesem Neigungswinkel konnte eine der Knickpyramide vergleichbare Höhe von etwa 105 m (200 Königsellen) erreicht werden, indem die Basislänge auf etwa 220 m (420 Königsellen) deutlich vergrößert wurde. Die Seitenflächen des Pyramidenkerns weisen einen leicht konkaven Knick auf, der von der Mitte der Basis nach oben verläuft. Dies sollte möglicherweise die Stabilität der darauf angebrachten Verkleidung verbessern. Die Pyramide wurde im Gegensatz zu den Vorgängerbauten ohne Planänderungen fertiggestellt.

Das Pyramidion
Im Schutt von Dahschur vor der Pyramidenostseite wurden 1982 von R. Stadelmann die Fragmente eines Pyramidions entdeckt, das als ältestes aller bislang gefundenen gilt und wie nur zwei weitere einer Pyramide der 4. Dynastie des Alten Reichs zugeordnet wird. Das wieder zusammengesetzte und restaurierte Pyramidion ist heute im Bereich des Totentempels vor der Roten Pyramide aufgestellt und besteht wie die Verkleidung der Pyramide aus feinem Tura-Kalkstein. Es wurde aus einem monolithischen Block gearbeitet und misst 3 Königsellen (etwa 1,57 m) an seiner Basis, der nicht ganz gleiche Neigungswinkel der Seiten beträgt rund 54°. Damit ist dieses Pyramidion steiler als die erhaltenen Reste der Roten Pyramide bzw. auch als der obere Teil der benachbarten älteren Knickpyramide (rund 43°) und etwa so steil wie deren unterer Teil. Es finden sich auf dem Stein weder Inschriften noch Hinweise auf die Befestigung von Metallblechen, die sich nach einem Bericht von Herodot an den Spitzen der Pyramiden befunden haben sollen.

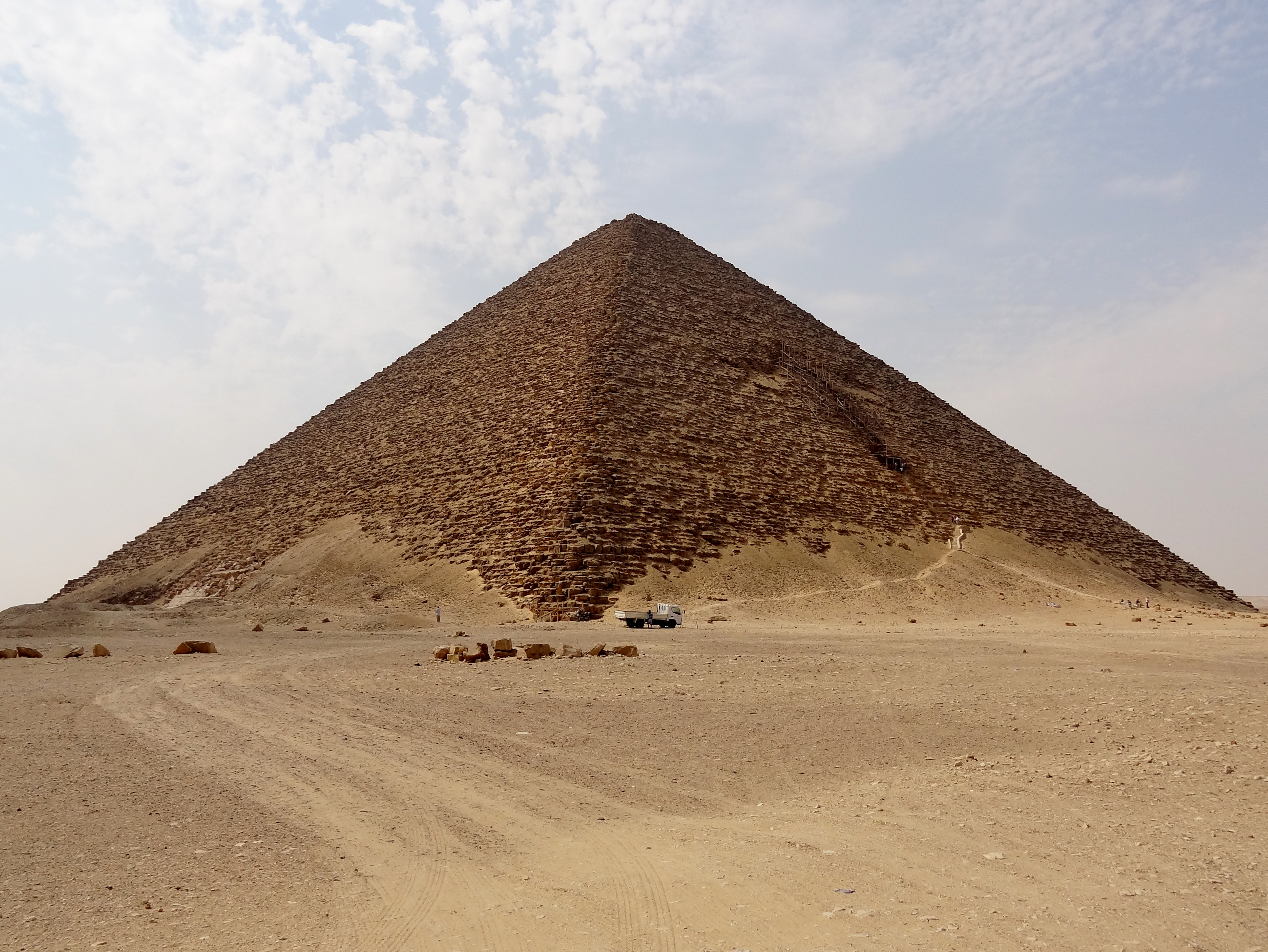
Die Rote Pyramide
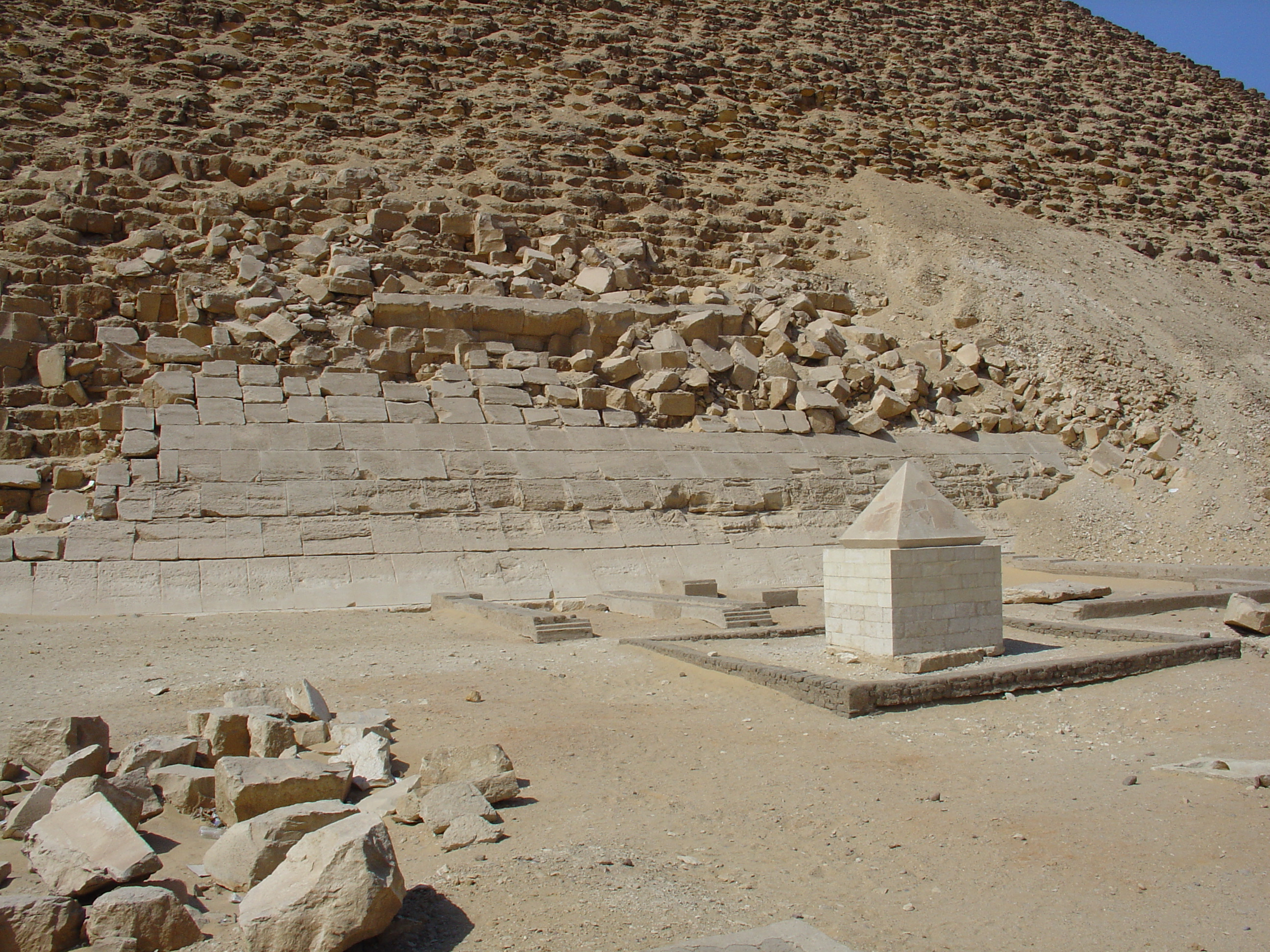
Restaurierte Teile der Verkleidung
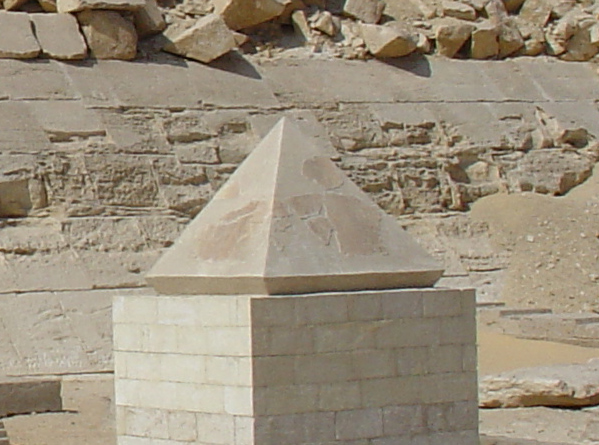
Restauriertes Pyramidion
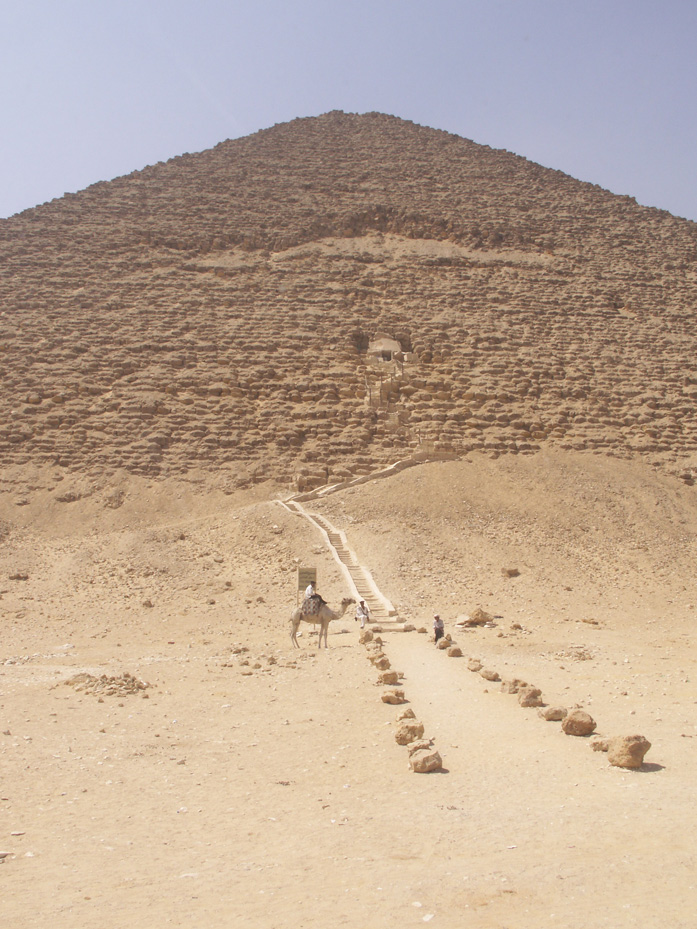
Aufgang zur Pyramide

## Die Substruktur

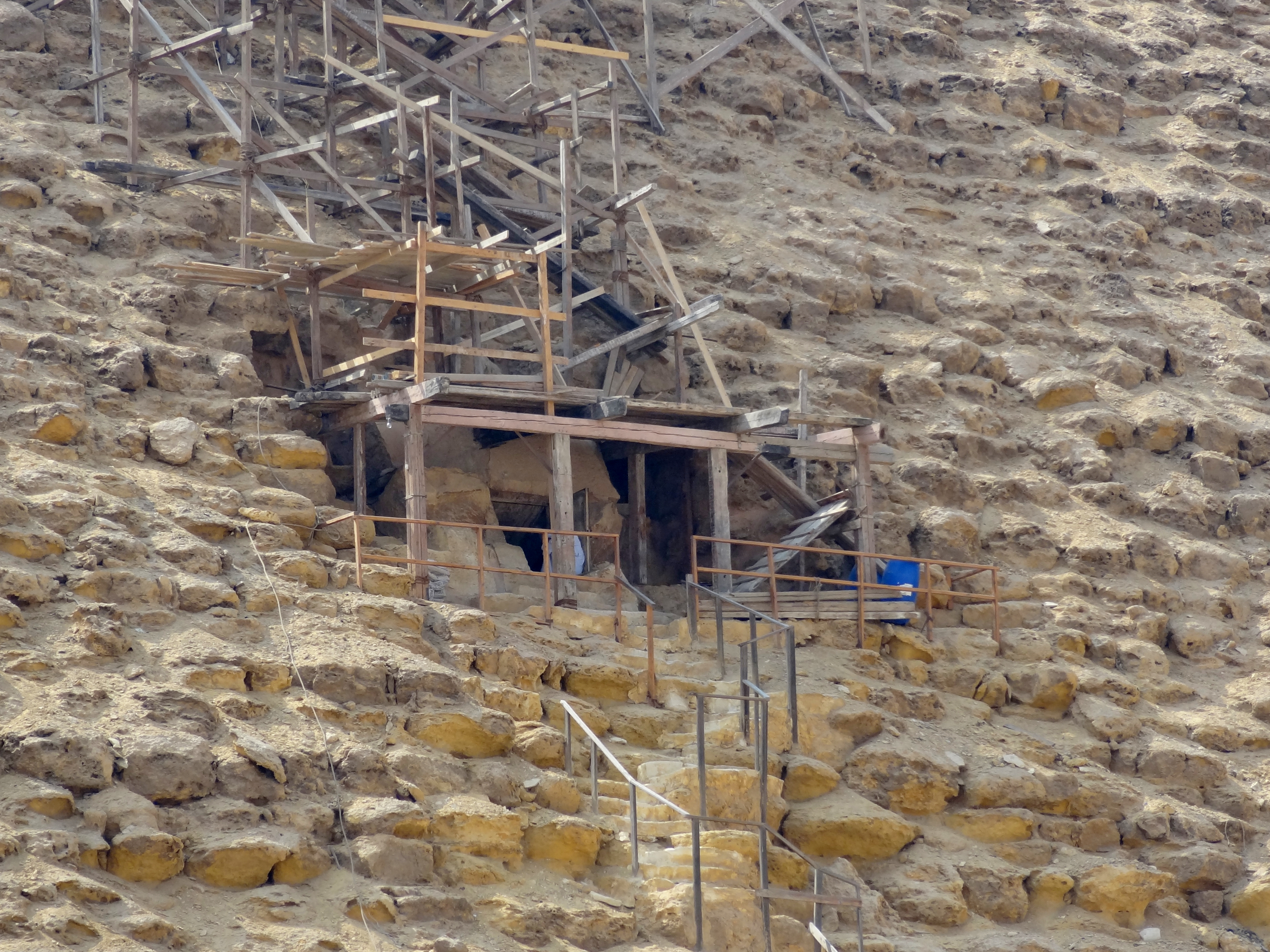
Eingang der Pyramide

Alle Gänge und Kammern der Roten Pyramide liegen oberhalb der Pyramidengrundfläche im gemauerten Kern. Sie ist die erste und auch einzige Pyramide, die keinerlei unterirdische Gänge besitzt. Der Grund mag in einer zunehmenden Identifikation des Königs mit dem Sonnengott Re liegen, allerdings ist auch aus rein praktischen Gründen eine Beschleunigung der Arbeiten an der Pyramide durch den Verzicht auf unterirdische Komponenten denkbar. Obwohl die Kammern oberirdisch sind, sind sie auf einer flachen Ausschachtung von etwa 10 m Tiefe aufgemauert.
Der Eingang zur Pyramide befindet sich auf der Nordwand in einer Höhe von 28 m und ist 4 m von der Mittelachse nach Osten verschoben. Der absteigende Gang führt 62,63 m in einem Winkel von 27° bis zur Pyramidengrundfläche hinunter. Dieser Gang ist nur 0,91 m hoch und 1,23 m breit. Am Fuße des absteigenden Gangs befindet sich ein kurzer Schacht, der vermutlich das Eindringen von Regenwasser in die Kammern während des Baus verhindern sollte. Von dort führt eine kurze horizontale Passage in die erste Vorkammer. Fallsteinsperren sind nicht vorhanden.

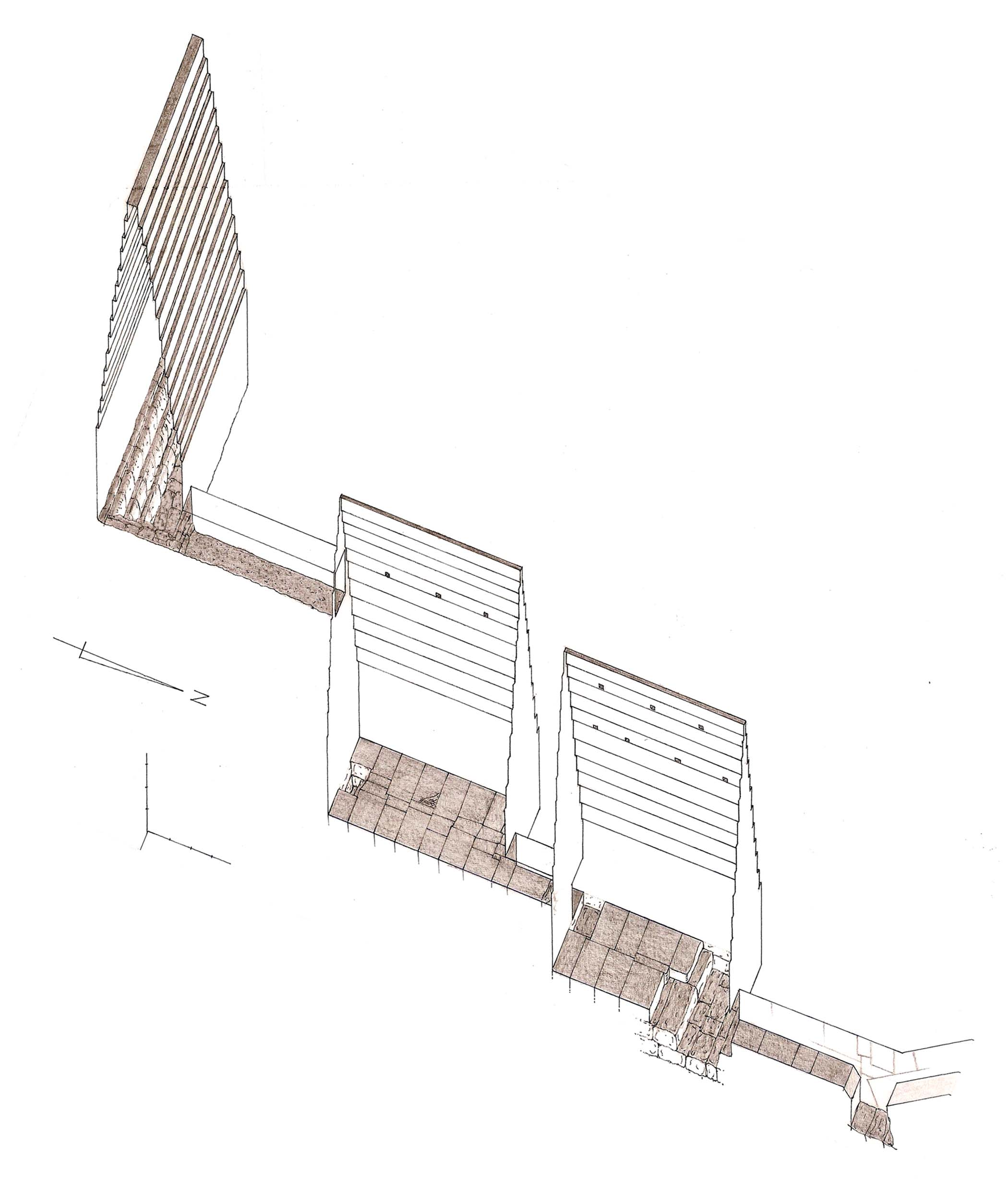
Anordnung der Kammern (in einer Perspektive schräg von oben)

Die beiden Vorkammern haben identische Ausmaße. Bei einer Länge von 8,36 m und einer Breite von 3,65 m erhebt sich die als elfstufiges Kraggewölbe ausgeführte Decke bis in eine Höhe von 12,31 m. In Ausführung und optischer Wirkung handelt es sich um Vorläufer der großen Galerie der Cheops-Pyramide. Von der südwestlichen Ecke der ersten Vorkammer führt ein 3 m langer Gang zur nordöstlichen Ecke der zweiten Vorkammer, die sich exakt in der Pyramidenmitte befindet. In 7,6 m Höhe befindet sich auf der Südseite der Kammer der Eingang zu einem weiteren, 7 m langen Gang, der zur eigentlichen Grabkammer führt. Die Holztreppe in der zweiten Vorkammer ist eine moderne Konstruktion um Besuchern das Betreten der Grabkammer zu ermöglichen.
Die eigentliche Grabkammer hat die Maße 8,55 m × 4,18 m bei einer Höhe von 14,67 m. Sie ist im Gegensatz zu den beiden Vorkammern in ostwestlicher Richtung orientiert, was eine Neuerung im Pyramidenbau darstellte. Überreste eines Sarkophags sind nicht gefunden worden.
Durch Grabräuber ist die Kammer stark beschädigt worden, mehrere Lagen der Bodensteine sind herausgerissen. Decke und Wände sind rußgeschwärzt, was von Fackeln und eventuell einer Verbrennung des hölzernen Sarkophags durch die Grabräuber herrühren kann. Die Kammer war bei ihrer Wiedereröffnung durch Perring teilweise mit Kalkstein vermauert, der vermutlich aus einer Restaurierung der Ramessidenzeit stammte. Bei der Räumung der Kammer im Jahr 1950 durch Hussein wurden sowohl die Vermauerungssteine als auch lose Steine des Bodenbelags entfernt und gingen undokumentiert verloren. Nachuntersuchungen durch Stadelmann konnten keine Erkenntnisse zu Überresten des ursprünglichen Kammerinhalts mehr erbringen.

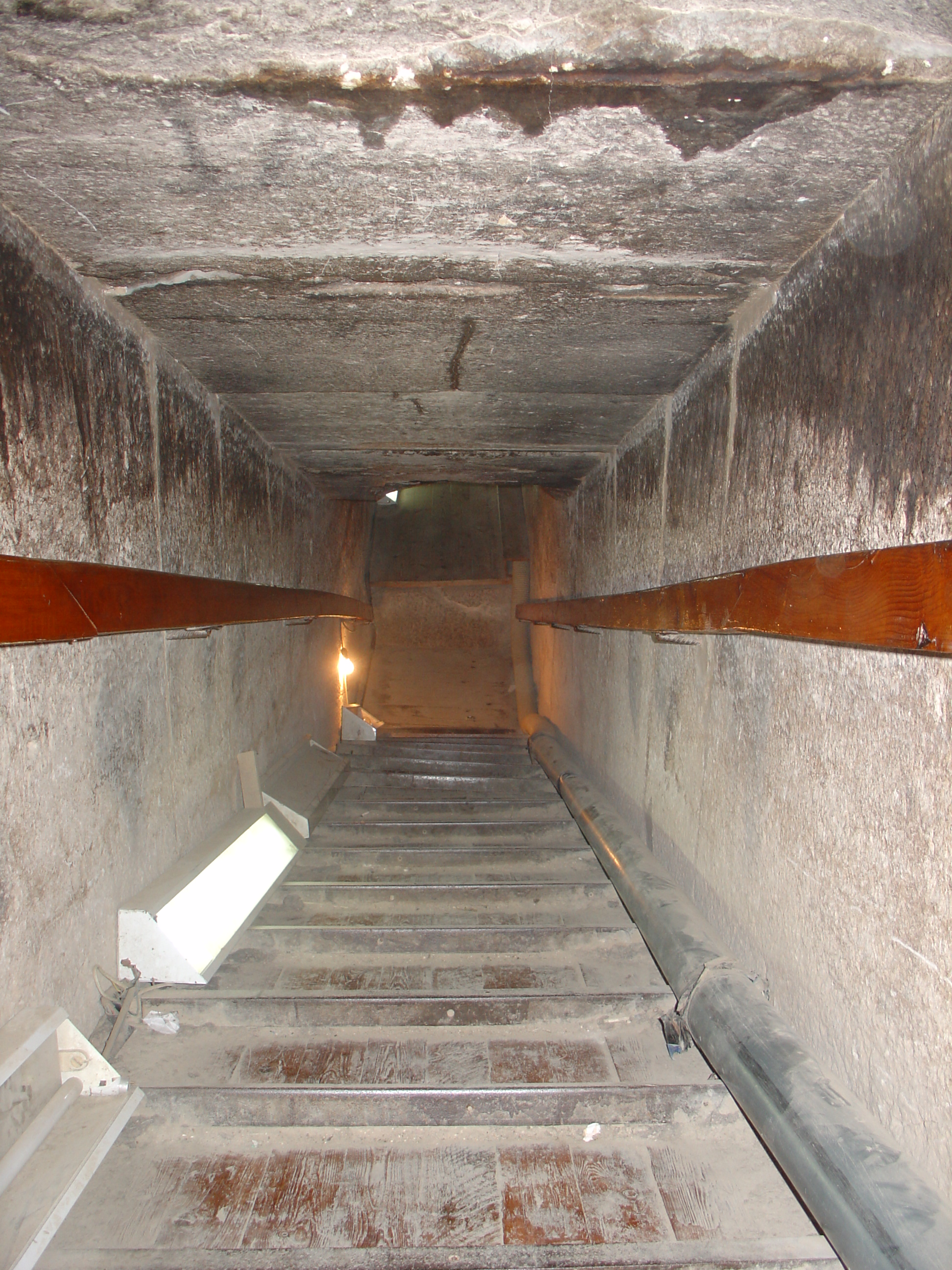
Absteigender Gang
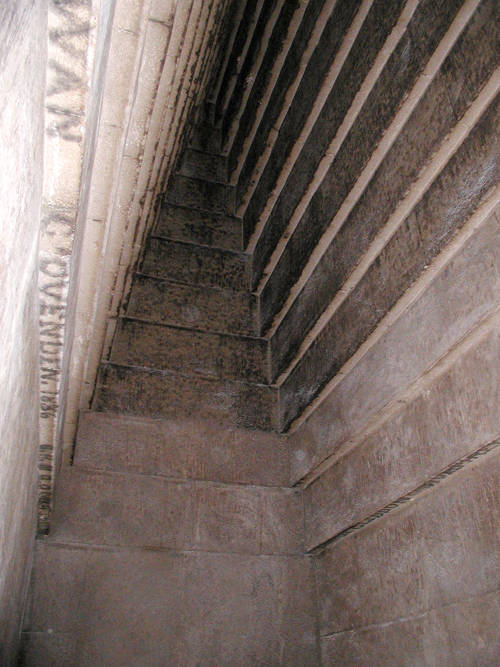
Vielstufige Kraggewölbe bilden auch die Decken der Vorkammern
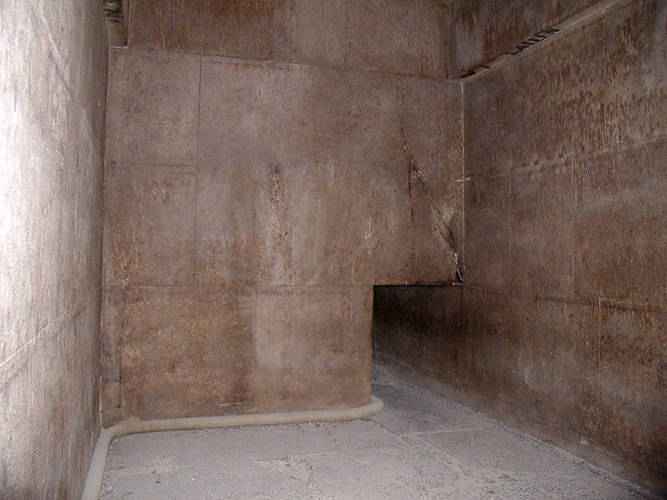
Der Durchgang von der ersten zur zweiten Vorkammer
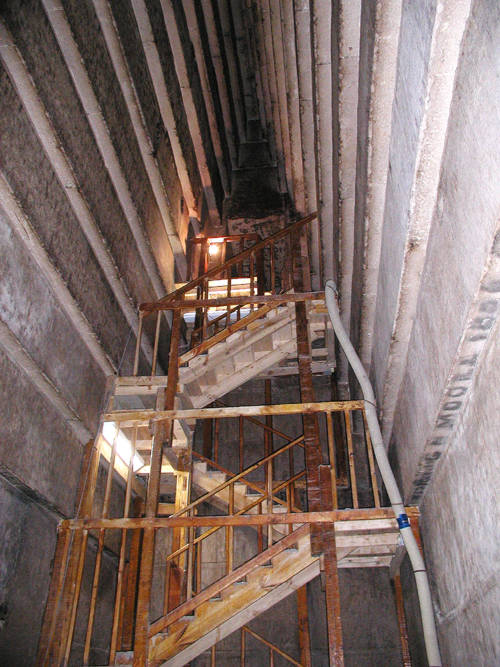
Von der zweiten Vorkammer geht in rund 8 Meter Höhe der Gang zur Grabkammer ab
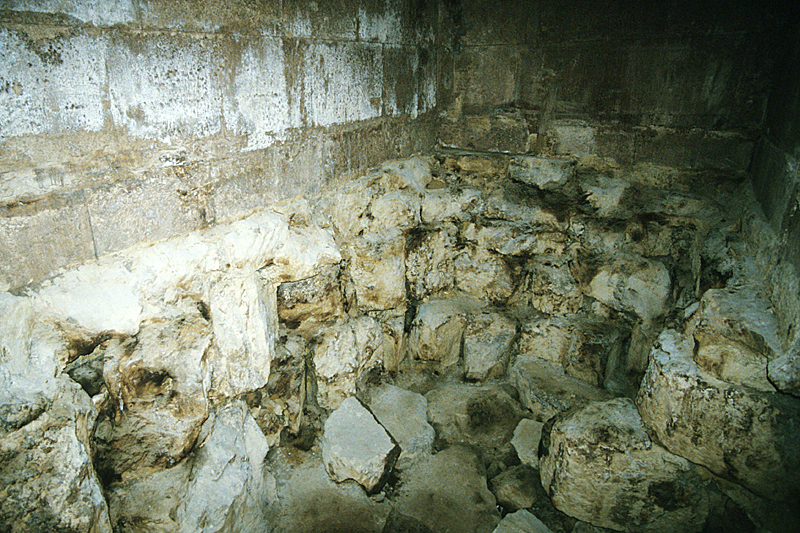
Boden der Grabkammer

## Der Pyramidenkomplex
Im Gegensatz zu den anderen Pyramiden der 4. Dynastie hat die Rote Pyramide keine Kultpyramide. Möglicherweise wurde dieses Element ausgelassen, da die nahe gelegene Knickpyramide deren Funktion als symbolisches Südgrab übernommen hatte.
Überreste des Aufwegs sind bislang nicht gefunden worden, obwohl ein solcher zwischen Tal- und Totentempel sicherlich eingeplant war. Möglicherweise ist dieser nicht mehr fertiggestellt oder gar nicht begonnen worden.
Südöstlich der Anlage wurde ein größerer Ziegelbau gefunden, der offenbar Werkstätten beherbergte. Dort fanden sich auch die Überreste eines Ofens.

### Die Umfassungsmauer
Bei Grabungen von Stadelmann wurden an der Nordostecke der Pyramide die Überreste eines Lehmziegelbaus gefunden, der direkt an eine ebenfalls aus Lehmziegeln bestehende Mauer grenzte. Der genaue Zweck des Gebäudes ließ sich bislang nicht ermitteln, aber ein Zusammenhang mit dem Herrscherkult ist naheliegend.
Weitere Sondierungsgrabungen konnten die Umfassungsmauer rund um die Pyramide nachweisen. Teilweise besaß die Mauer eine Kalksteinverkleidung. Der Abstand der Mauer zur Pyramide ist an den vier Seiten unterschiedlich: 15 bis 16 m an der Nord- und Südseite, 19 m an der Westseite und 26 m an der Ostseite. Im Gegensatz zur Mauer der Knickpyramide ist sie nicht quadratisch, sondern leicht ostwestlich ausgerichtet.
Stadelmann deutet die Tatsache, dass die Mauer aus Lehmziegeln und nicht aus Kalkstein wie bei der Knickpyramide gebaut wurde, als Hinweis, dass sie offenbar in Eile gebaut wurde, um den Komplex fertigzustellen. Das Nordost-Gebäude war offenbar eine spätere Ergänzung, da die Wände nicht mit der Umfassungsmauer verfugt waren.

### Der Totentempel

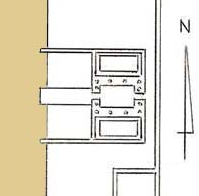
Totentempel der Roten Pyramide

Der Totentempel wurde weitgehend zerstört und ist nur in Form einiger rudimentärer Ruinen erhalten. Er hat noch nicht die Größe der Totentempel späterer Pyramiden. Im Zentrum des Tempels befand sich eine Opferstätte mit einer Scheintür. Stelen wie bei den älteren Snofru-Pyramiden sind hier nicht nachweisbar. Beiderseits des offenen Hofs befand sich je eine steinerne Kapelle. Ob diese Kapellen freistehende Gebäude waren oder mit dem Hof und dem inneren Tempel zu einem Gebäudekomplex verbunden waren, ist nicht mehr feststellbar. Die Höfe nördlich und südlich des Tempels weisen kreisrunde Vertiefungen auf, die vermutlich einst als Pflanzengruben oder zur Aufnahme von Opfergaben dienten. Die Magazinräume im äußeren Bereich des Tempels bestanden aus Lehmziegeln. Offenbar wurde der Totentempel erst nach Snofrus Tod in Eile fertiggestellt, worauf der Wechsel im Baumaterial von Kalkstein zu Lehmziegel hindeutet.

### Der Taltempel
Bei landwirtschaftlichen Arbeiten im Frühjahr 1904 wurden die Überreste einer Einfassungsmauer aus Kalkstein mit den Maßen 100 m × 65 m entdeckt. An der Südostecke der Mauern fand sich eine Stele mit einem Dekret des Pharaos Pepi I. Ludwig Borchardt, der die Stele sicherte, hielt diesen Fund für die Umfassungsmauer der Pyramidenstadt. Stadelmann sieht darin jedoch die Umfassung des Taltempels, da die Mauern der Pyramidenstädte (mit Ausnahme von Gizeh) aus Lehmziegeln gefertigt waren. Die gefundene Mauer von 3,65 m Stärke aus gelbem Kalkstein und aus weißer, beiderseitig geböschter Verblendung entspricht in ihrer Ausführung der typischen Sakralarchitektur. Allerdings erfolgte keine weitere systematische Untersuchung und die Überreste liegen nun unzugänglich unter landwirtschaftlich genutztem Land.

## Offene Fragen
Die Rote Pyramide wird allgemein als der wahrscheinlichste Bestattungsort Snofrus angesehen, doch kann das nicht mit Sicherheit geklärt werden, da in keiner der drei Snofru zugeschriebenen Großpyramiden ein steinerner Sarkophag nachgewiesen werden konnte. Falls die Rote Pyramide das Grabmal war, ist ebenfalls noch ungeklärt, weshalb dort keine Verschlussmechanismen eingebaut waren, wie sie vor der oberen Kammer der Knickpyramide vorhanden waren.
Die in den 1950er Jahren in der Roten Pyramide gefundenen Mumienreste konnten Snofru nicht sicher zugeordnet werden und stammten mit großer Wahrscheinlichkeit aus einer nachträglichen, nicht mit Snofru in Zusammenhang stehenden Bestattung.

## Bedeutung
Mit der Roten Pyramide war die Hochphase des Pyramidenbaus der 4. Dynastie erreicht. Die erforderlichen Techniken waren entwickelt und die auftretenden Probleme gemeistert, so dass der Weg zum Bau der Cheops-Pyramide frei war. Während die Rote Pyramide einen übervorsichtig flachen Neigungswinkel besaß, hatten die nachfolgenden Pyramiden wieder eine größere Steigung.